# تپه چغا پهلنک
تپه چغا پهلنک در شهرستان ایوان، بخش مرکزی، حاشیه جنوبی شهرک توحید واقع شده و این اثر در تاریخ ۹ اردیبهشت ۱۳۸۲ با شمارهٔ ثبت ۸۴۴۹ به‌عنوان یکی از آثار ملی ایران به ثبت رسیده است.